# Zyon McCollum
Zyon McCollum (Galveston, Texas, 3 de mayo de 1999) es un jugador profesional estadounidense de fútbol americano que se desempeña en la posición de cornerback en Tampa Bay Buccaneers, equipo de la National Football League (NFL).

## Carrera
Fue seleccionado en la quinta ronda en la Reunión Anual de Selección de Jugadores de la NFL de 2022. Hizo su debut profesional con el equipo Tampa Bay Buccaneers, donde lleva jugando dos temporadas.